# Ignite
Ignite is een Amerikaanse hardcore punk-band met punkrock-invloeden uit Orange County, Californië. De band is opgericht in 1993 en heeft in totaal zeven studioalbums opgenomen.

## Biografie
De band werd gevormd in 1993. Hun doorbraak naar een groter publiek kwam er met de in 2000 uitgekomen cd A Place Called Home. Ze waren hiervoor al wel gekend in het hardcore-circuit dankzij het vele toeren. Het duurde een hele tijd voor er een opvolger van A Place Called Home uitkwam namelijk tot 2006. Toen werd op Abacus Recordings, een sub-label van Century Media, Our Darkest Days uitgebracht. Ook daarna bleef het lang stil voor wat betreft nieuwe muziek, tot in 2016 A War Against You werd uitgebracht.
Op 25 november 2019 maakte Zoli Téglás, leadzanger sinds 1994, bekend dat hij Ignite zou verlaten. Hij lanceerde in april 2020 zijn nieuwe band Ocean Hills, een voortzetting van zijn nevenproject Zoli Band. Het duurde lang voordat Ignite zijn nieuwe zanger bekend maakte, maar in September 2021 was hij daar: Eli Santana, gitarist van de metalband Holy Grail. Ook verscheen het eerste nieuwe nummer in deze formatie, Anti-Complicity Anthem en een remake van het nummer Turn, Turn - XXI, van het album Scarred For Life uit 1994, destijds nog met Randy Johnson als zanger.
De teksten van de band zijn vaak politiek getint. De band steunt organisaties als Earth First!, Artsen zonder Grenzen, Sea Shepherd en Pacific Wildlife.

## Leden
- Eli Santana - zang (2021 - heden)

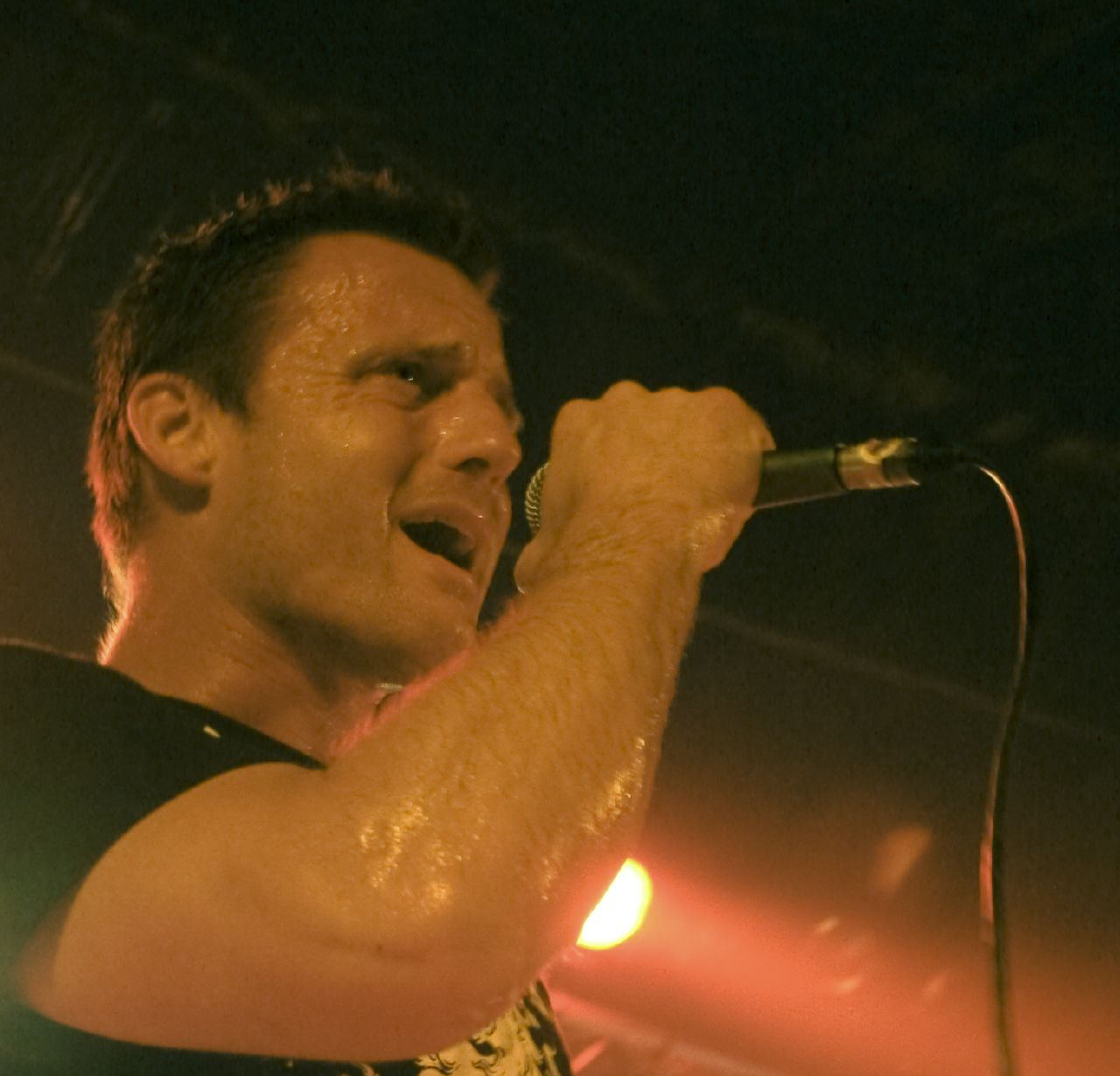
Zoli Téglás op Rio Rock in 2008

- Brett Rasmussen – basgitaar (1993–heden)
- Brian Balchack – gitaar (1998-2000, 2005–heden)
- Craig Anderson – drums (1997–heden)
- Kevin Kilkenny – gitaar (2000-2003, 2006–heden)

### Ex-leden
- Zoli Téglás – zang (1994–2020)
- Nik Hill – gitaar (2000, 2003, 2005–2015)
- Casey Jones - drums (1993-1997)
- Joe Foster - gitaar (1993-1998)
- Joe Nelson - zang (1993)
- Randy Johnson - zang (1994)
- Gavin Oglesby - gitaar (1993-1994)

## Discografie

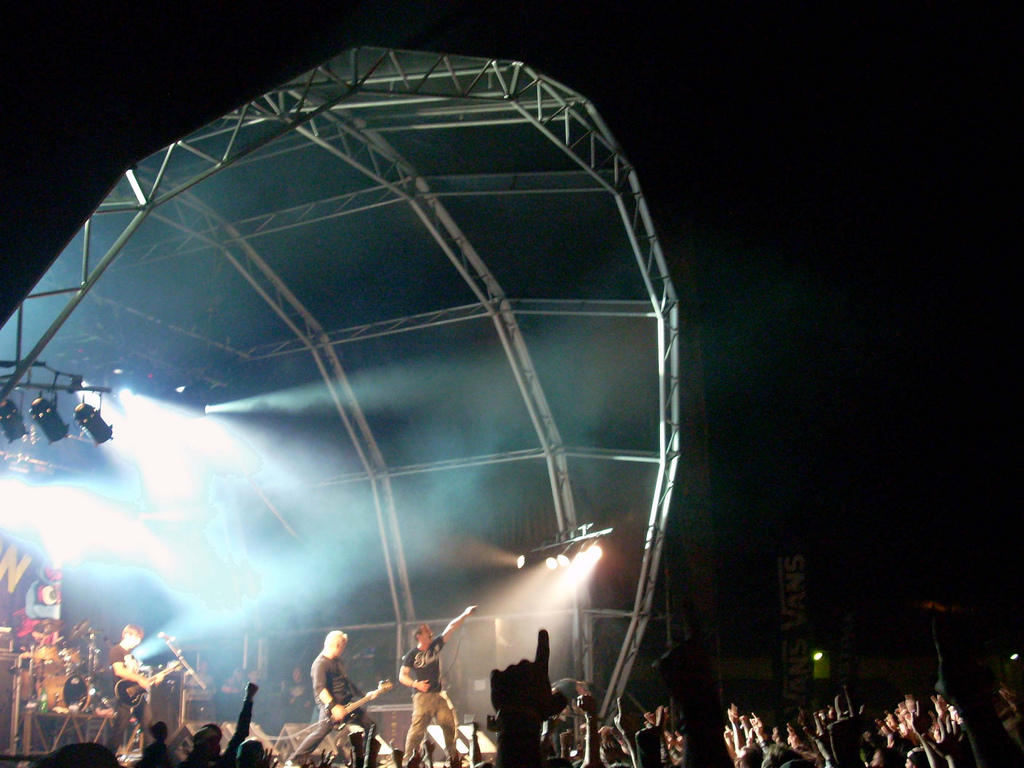
Ignite op Resurrection Fest in 2009

### Studioalbums
- Scarred For Life - 1994
- Family - 1995
- Call On My Brothers - 1995
- A Place Called Home - 2000
- Our Darkest Days - 2006
- A War Against You - 2016
- Ignite - 2022

De nummers op het album Call On My Brothers zijn opgenomen tijdens de opnamesessies voor het album Family.

### Ep's
- In My Time - 1995
- Past Our Means - 1996
- Sea Shepherd Conservation Society  - 1998

Het album Sea Shepherd Conservation Society is heruitgegeven in 2001 in de vorm van een 10" plaat.

### Splitalbums
- Ignite/Slapshot - 1994
- Ignite/Battery - 1994
- Ignite/Good Riddance - 1996
- Ignite/X-Acto - 1997